# Британська Західна Африка

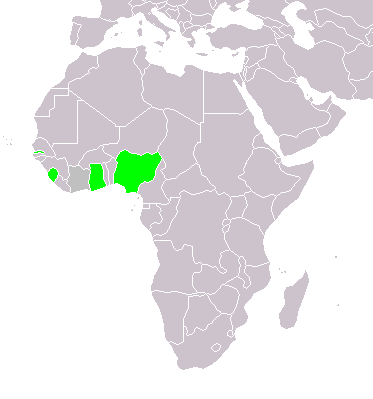
Розташування Британської Західної Африки.

Британська Західна Африка (анг.British West Africa) — узагальнена назва британських колоній у Західній Африці, як в загальному географічному сенсі, так і у вигляді формальної колоніальної адміністративної одиниці, що включала Гамбію, Сьєрра-Леоне, Золотий Берег (сучасна  Гана), Нігерію, та з 1918 після поразки Німеччини в першій світовій війні, Британський Камерун.  

## Історична юрисдикція
Британська Західна Африка, або британські західно-африканські колонії, що виникли під час двох періодів (від 17 жовтня 1821 до її першого розпуску 13 січня 1850 і вдруге 19 лютого 1866 до її остаточної здачі в оренду 24 листопада 1888) як адміністративний суб'єкт під керівництвом головного губернатора (прирівняний за званням до Генерал-губернатора), наділеним представництвом у губернатора Сьєрра-Леоне (під Фрітауні).
Колонії були створені головним чином для того, щоб допомогти забезпечити усім необхідним підрозділи Королівського флоту Західної Африки, а не внаслідок інших експансіоністських або економічних причин. Створення нових вугільних шахт і складів забезпечило зростання робочих місць (які були розраховані переважно на місцеве населення), і, поступово розширюючись, села перетворювалися в нові міста.
Іншими колоніями, які увійшли під юрисдикцію, були Гамбія та Золотий Берег (сучасна Гана). Починаючи з відтворення у 1866 році, колонії була включена Лагоська колонія.

Прапор Британської Західної Африки

## Наслідок
Навіть після її остаточного розпаду, єдина валюта — британський західно-африканський фунт, була дійсною у всьому регіоні  —  включаючи Нігерію  —  з 1907 до 1962.
Термін Британська Західна Африка перестали використовувати в 1957, коли Золотий берег першим отримав незалежність з сучасною назвою Гана. За ним у 1960 році Нігерія та Сьєрра-Леоне у 1961 останньою отримала незалежність Гамбія у 1965 році.